# Граубергер Катерина Давидівна
Катерина Давидівна Граубергер (1916—2006) — доярка в колгоспі «Більшовик» Лізандергейського кантону АРСР Німців Поволжя, депутат Верховної Ради СРСР 1-го скликання (1937—1944).
У 16 років почала працювати дояркою в колгоспі «Більшовик» у селі Лізандергей. З 1935 року і аж до депортації 1941 року мала найвищі надої в господарстві і в цілому в республіці. У 1935 році отримала в середньому 4425 літрів молока від кожної з 12 закріплених за нею корови, а в 1936 — 7000 літрів. 22 лютого 1936 року за високі трудові досягнення нагороджена орденом Леніна. 12 грудня 1937 року обрана депутатом Верховної Ради СРСР від Марієнтальського виборчого округу АРСР Німців Поволжя (відкликана 27 березня 1944 як така, що втратила зв'язок зі своїми виборцями).
9 вересня 1941 року Катерина Граубергер разом з матір'ю, чоловіком і двома малолітніми дітьми була вислана в село Турунтаєво Тугайського району Томської області. Працювала спочатку дояркою, потім завідувала фермою в місцевому колгоспі «Прогрес». Двічі удостоєна звання «Краща доярка Томської області» (1954, 1955).
У 1956 році сім'я переїхала до Казахстану, в колгосп «Новий шлях» Чуйського району Джамбульської області. Там Катерина Граубергер працювала буряківницею. У 1967 році вийшла на пенсію. У 1990-х роках сім'я переїхала до Німеччини. Граубергер померла в місті Білефельді в 2006 році.
Реабілітована 27 квітня 1994 року.